# ポルティコ・エ・サン・ベネデット
ポルティコ・エ・サン・ベネデット（伊: Portico e San Benedetto）は、イタリア共和国エミリア＝ロマーニャ州フォルリ＝チェゼーナ県にある、人口約700人の基礎自治体（コムーネ）。

## 地理

### 位置・広がり

#### 隣接コムーネ
隣接するコムーネは以下の通り。括弧内のFIはフィレンツェ県所属を示す。
- マッラーディ (FI)
- プレミルクオーレ
- ロッカ・サン・カシャーノ
- サン・ゴデンツォ (FI)
- トレドーツィオ

### 気候分類・地震分類
ポルティコ・エ・サン・ベネデットにおけるイタリアの気候分類 (it) および度日は、zona E, 2541 GGである。
また、イタリアの地震リスク階級 (it) では、zona 2 (sismicità media) に分類される。

## 行政

### 分離集落
ポルティコ・エ・サン・ベネデットには、以下の分離集落（フラツィオーネ）がある。
- Bocconi, Portico di Romagna (sede comunale), San Benedetto in Alpe